# Giulia Bursi
Giulia Bursi (Reggio Emilia, 4 aprile 1996) è una calciatrice italiana, di ruolo difensore.

## Carriera

### Club
Dopo essere approdata alla Reggiana, Giulia Bursi viene inserita dapprima nelle sue formazioni giovanili e dalla stagione 2014-2015 aggregata alla prima squadra dove il tecnico Federica D'Astolfo la fa esordire alla 1ª giornata del campionato di Serie B 2014-2015, nell'incontro perso in casa per 1-0 con il Marcon. Per tornare in campo deve attendere la stagione successiva dove D'Astolfo la impiega con regolarità, e dove, sempre alla 1ª giornata, segna la sua prima rete con la squadra titolare siglando la rete del parziale 2-2 nell'incontro poi terminato per 4-3 dalle ragazze in maglia granata.
Rimane legata alla società reggiana fino alla stagione stagione 2016-2017, quella della conquista del primo posto nel girone B della Serie B 2016-2017 e la conseguente promozione in Serie A, tuttavia la squadra, che già aveva adottato la tenuta del Sassuolo maschile, prima dell'inizio della stagione con la cessione del titolo sportivo diventa ufficialmente la sua sezione femminile.
Bursi è tra le giocatrici che entrano in rosa con il Sassuolo femminile, e al suo primo anno in azzurro/neroverde condivide con le compagne il difficile percorso della squadra, costretta a fine stagione a giocarsi la permanenza nella massima serie del campionato italiano ai play-out, risultando vittoriose per 3-0 sulle avversarie della Roma CF.
Nel luglio 2019 si trasferisce alle toscane della Florentia S.G., rimanendo in Serie A.

### Nazionale
Chiamata dal commissario tecnico della Nazionale italiana Milena Bertolini per l'amichevole del 10 novembre 2018 con la Germania, persa 5-2, e poi nelle amichevoli del gennaio 2019 con Cile e Galles, fa il suo esordio in maglia azzurra negli ultimi minuti dell'incontro con le britanniche. Viene convocata per la Cyprus Cup 2019, scendendo in campo in due delle tre partite del girone, subentrando in entrambi i casi nel corso del secondo tempo.

## Statistiche

### Presenze e reti nei club
Statistiche aggiornate al 31 maggio 2024.
| Stagione         | Squadra          | Campionato       | Campionato | Campionato | Coppe nazionali | Coppe nazionali | Coppe nazionali | Coppe internazionali | Coppe internazionali | Coppe internazionali | Altre coppe | Altre coppe | Altre coppe | Totale | Totale |
| Stagione         | Squadra          | Comp             | Pres       | Reti       | Comp            | Pres            | Reti            | Comp                 | Pres                 | Reti                 | Comp        | Pres        | Reti        | Pres   | Reti   |
| ---------------- | ---------------- | ---------------- | ---------- | ---------- | --------------- | --------------- | --------------- | -------------------- | -------------------- | -------------------- | ----------- | ----------- | ----------- | ------ | ------ |
| 2014-2015        | Reggiana         | B                | 1          | 0          | CI              | ?               | ?               |                      | -                    | -                    |             | -           | -           | 1      | 0      |
| 2015-2016        | Reggiana         | B                | 21         | 1          | CI              | ?               | ?               |                      | -                    | -                    |             | -           | -           | 21     | 1      |
| 2016-2017        | Reggiana         | B                | 25         | 2          | CI              | ?               | ?               |                      | -                    | -                    |             | -           | -           | 25     | 2      |
| Totale Reggiana  | Totale Reggiana  | Totale Reggiana  | 47         | 3          |                 | ?               | ?               |                      | -                    | -                    |             | -           | -           | 47+    | 3+     |
| 2017-2018        | Sassuolo         | A                | 22+1       | 1          | CI              | 4               | 0               |                      | -                    | -                    |             | -           | -           | 27     | 1      |
| 2018-2019        | Sassuolo         | A                | 14         | 0          | CI              | 0               | 0               |                      | -                    | -                    |             | -           | -           | 14     | 0      |
| Totale Sassuolo  | Totale Sassuolo  | Totale Sassuolo  | 37         | 1          |                 | 4               | 0               |                      | -                    | -                    |             | -           | -           | 41     | 1      |
| 2019-2020        | Florentia S.G.   | A                | 14         | 0          | CI              | 0               | 0               |                      | -                    | -                    |             | -           | -           | 14     | 0      |
| 2020-2021        | Florentia S.G.   | A                | 19         | 0          | CI              | 4               | 0               |                      | -                    | -                    |             | -           | -           | 23     | 0      |
| Totale Florentia | Totale Florentia | Totale Florentia | 33         | 0          |                 | 4               | 0               |                      | -                    | -                    |             | -           | -           | 37     | 0      |
| 2021-2022        | Sampdoria        | A                | 7          | 0          | CI              | 3               | 0               |                      | -                    | -                    |             | -           | -           | 10     | 0      |
| 2022-2023        | Verona           | B                | 10         | 1          | CI              | 0               | 0               | -                    | -                    | -                    | -           | -           | -           | 10     | 1      |
| 2023-2024        | Verona           | B                | 21         | 1          | CI              | 2               | 0               | -                    | -                    | -                    | -           | -           | -           | 23     | 1      |
| Totale Verona    | Totale Verona    | Totale Verona    | 31         | 2          |                 | 2               | 0               |                      | -                    | -                    |             | -           | -           | 33     | 2      |
| Totale carriera  | Totale carriera  | Totale carriera  | 148        | 6          |                 | 13+             | 0+              |                      | -                    | -                    |             | -           | -           | 161+   | 6+     |

### Cronologia presenze e reti in nazionale
| Cronologia completa delle presenze e delle reti in nazionale ― Italia | Cronologia completa delle presenze e delle reti in nazionale ― Italia | Cronologia completa delle presenze e delle reti in nazionale ― Italia | Cronologia completa delle presenze e delle reti in nazionale ― Italia | Cronologia completa delle presenze e delle reti in nazionale ― Italia | Cronologia completa delle presenze e delle reti in nazionale ― Italia | Cronologia completa delle presenze e delle reti in nazionale ― Italia | Cronologia completa delle presenze e delle reti in nazionale ― Italia |
| Data                                                                  | Città                                                                 | In casa                                                               | Risultato                                                             | Ospiti                                                                | Competizione                                                          | Reti                                                                  | Note                                                                  |
| --------------------------------------------------------------------- | --------------------------------------------------------------------- | --------------------------------------------------------------------- | --------------------------------------------------------------------- | --------------------------------------------------------------------- | --------------------------------------------------------------------- | --------------------------------------------------------------------- | --------------------------------------------------------------------- |
| 22-1-2019                                                             | Cesena                                                                | Italia                                                                | 2 – 0                                                                 | Galles                                                                | Amichevole                                                            | -                                                                     |                                                                       |
| 1-3-2019                                                              | Larnaca                                                               | Ungheria                                                              | 0 – 3                                                                 | Italia                                                                | Cyprus Cup 2019 - primo turno                                         | -                                                                     | 71’                                                                   |
| 4-3-2019                                                              | Larnaca                                                               | Italia                                                                | 4 – 1                                                                 | Thailandia                                                            | Cyprus Cup 2019 - primo turno                                         | -                                                                     | 64’                                                                   |
| Totale                                                                |                                                                       | Presenze                                                              | 3                                                                     |                                                                       | Reti                                                                  | 0                                                                     |                                                                       |

## Palmarès
- Campionato italiano di Serie B: 1

Reggiana: 2016-2017